# سيزار الكسندر كوينتيرو خيمينيز
سيزار الكسندر كوينتيرو خيمينيز (بالإسبانية: César Alexander Quintero Jiménez) (9 نوفمبر 1988 بميديلين في كولومبيا - ) هو لاعب كرة قدم كولومبي في مركز الدفاع. لعب مع أتلتيكو ناسيونال وأتليتيكو هويلا وأونس كالداس وإنديبندينتي ميديلين وPápai FC ‏.

## وصلات خارجية
- سيزار الكسندر كوينتيرو خيمينيز على موقع قاعدة بيانات كرة القدم.إي يو (الإنجليزية)
- سيزار الكسندر كوينتيرو خيمينيز على موقع Soccerway.com (الإنجليزية)
- سيزار الكسندر كوينتيرو خيمينيز على موقع AS.com (الإسبانية)